# Kamakura
Kamakura (鎌倉市 Kamakura-shi?) este un municipiu din Japonia, prefectura Kanagawa, situat cam la 50 de km sud de Tokio.
Conform Institutului pentru cercetarea sistemelor mondiale , în anul 1200 d.H. Kamakura era al 4-lea cel mai mare oraș din lume, cu 200.000 de locuitori.
În timpul erei Kamakura orașul Kamakura a fost capitala de facto (reședința shogunului și al guvernului militar) a Japoniei, cu toate că oficial această funcție aparținea orașului Kyoto (reședința împăratului și al curții sale).

## Galerie

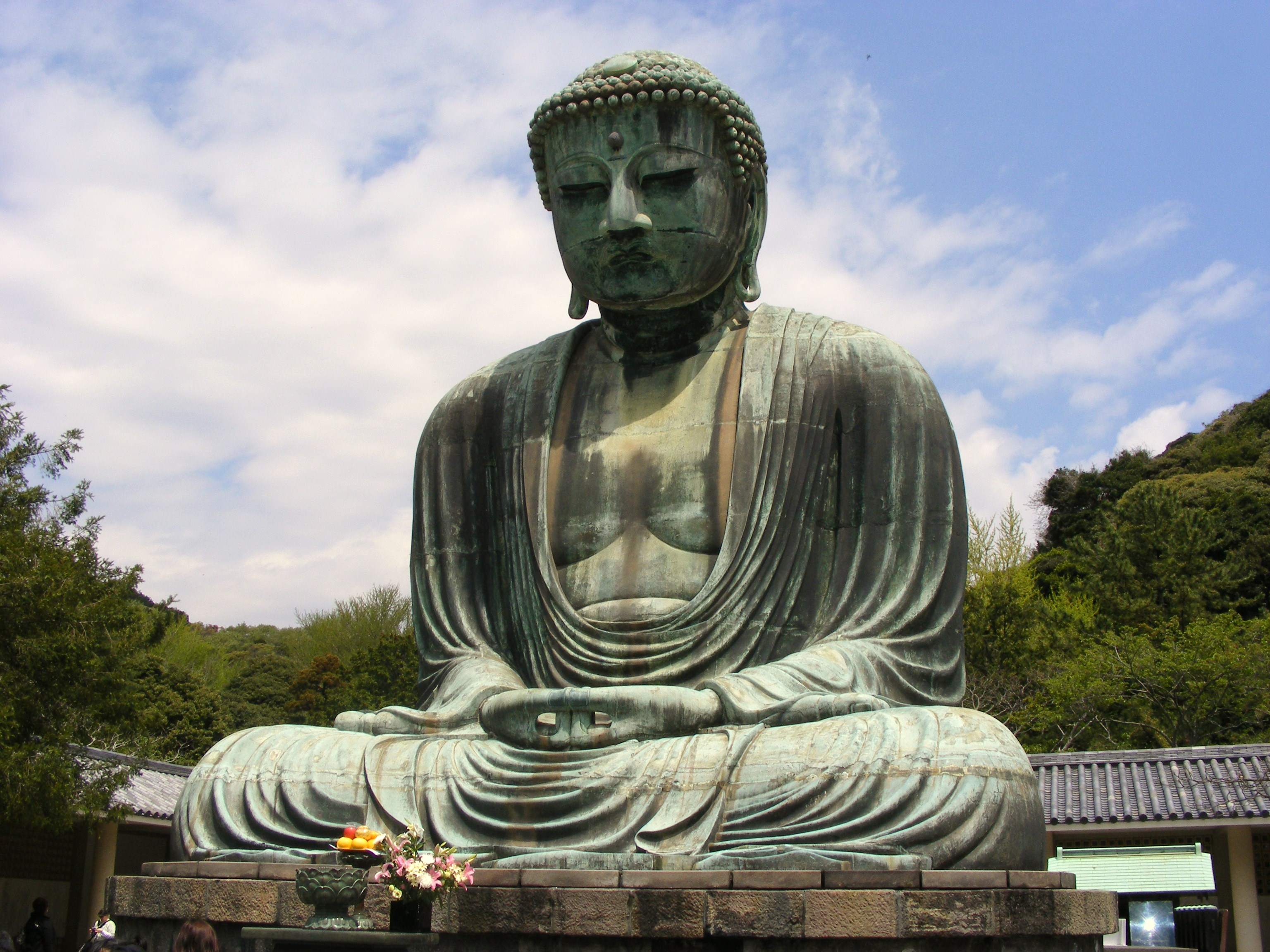
Marele Buddha
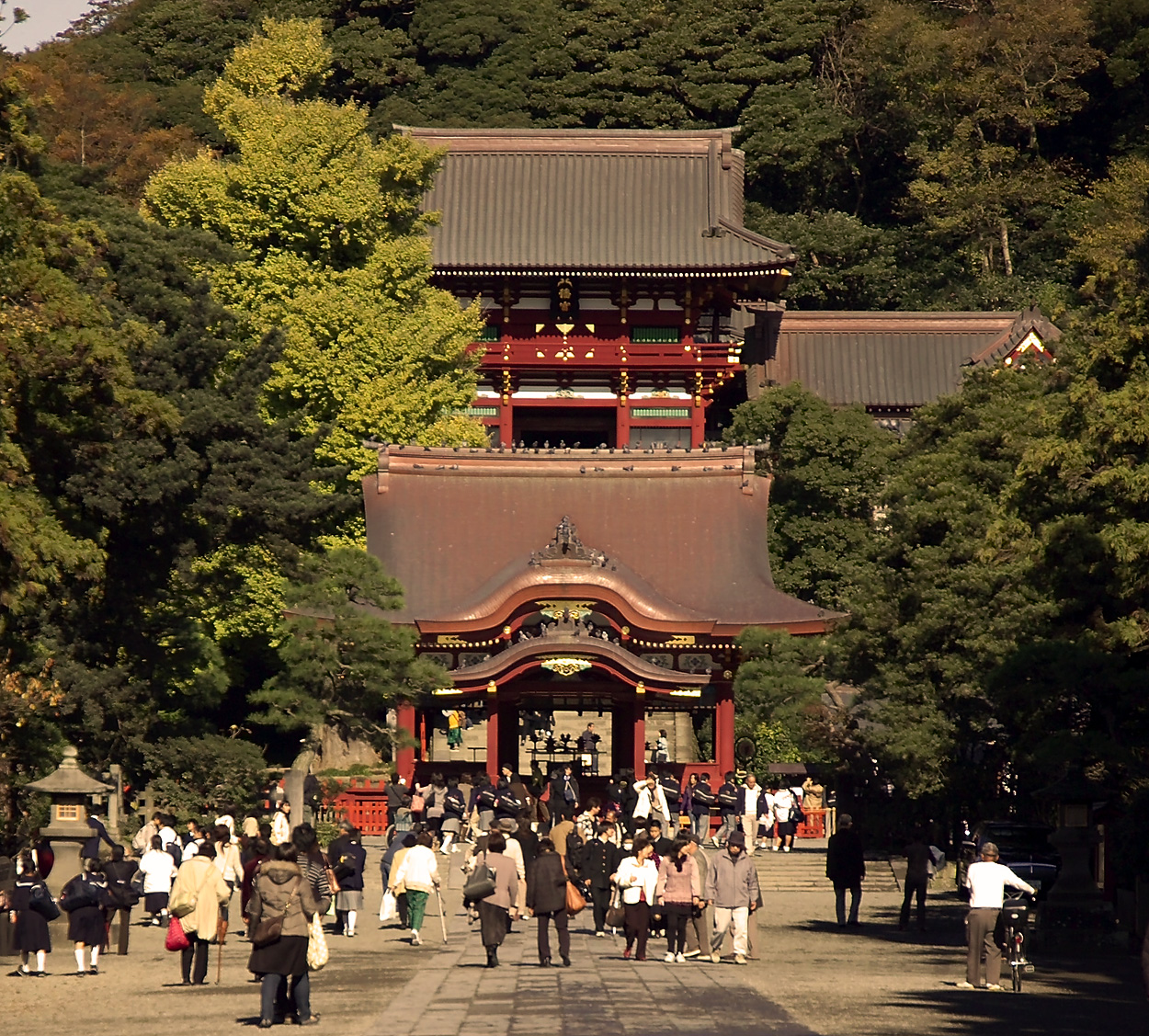
Tsurugaoka Hachinmangū
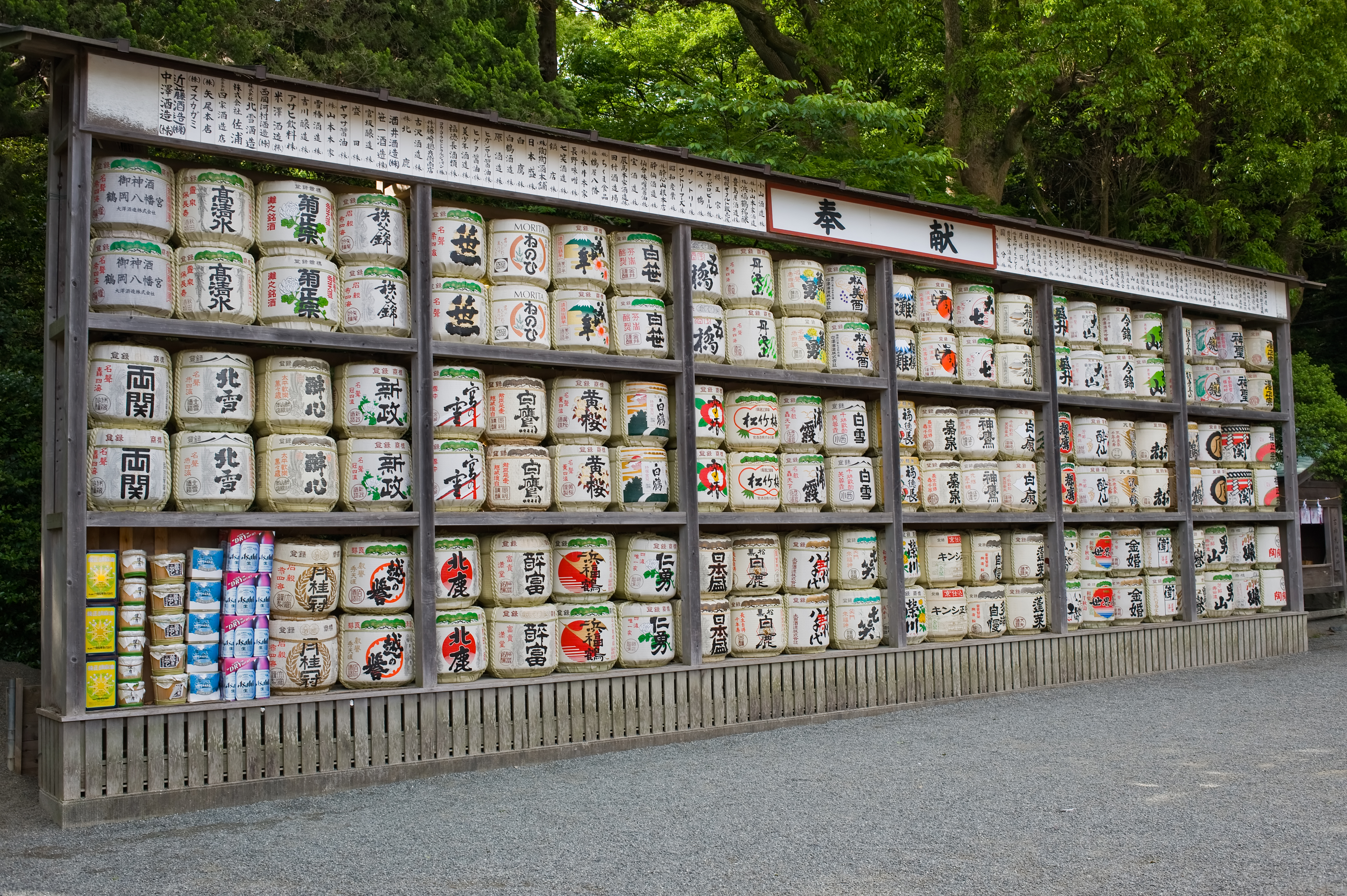
Butoaie de sake
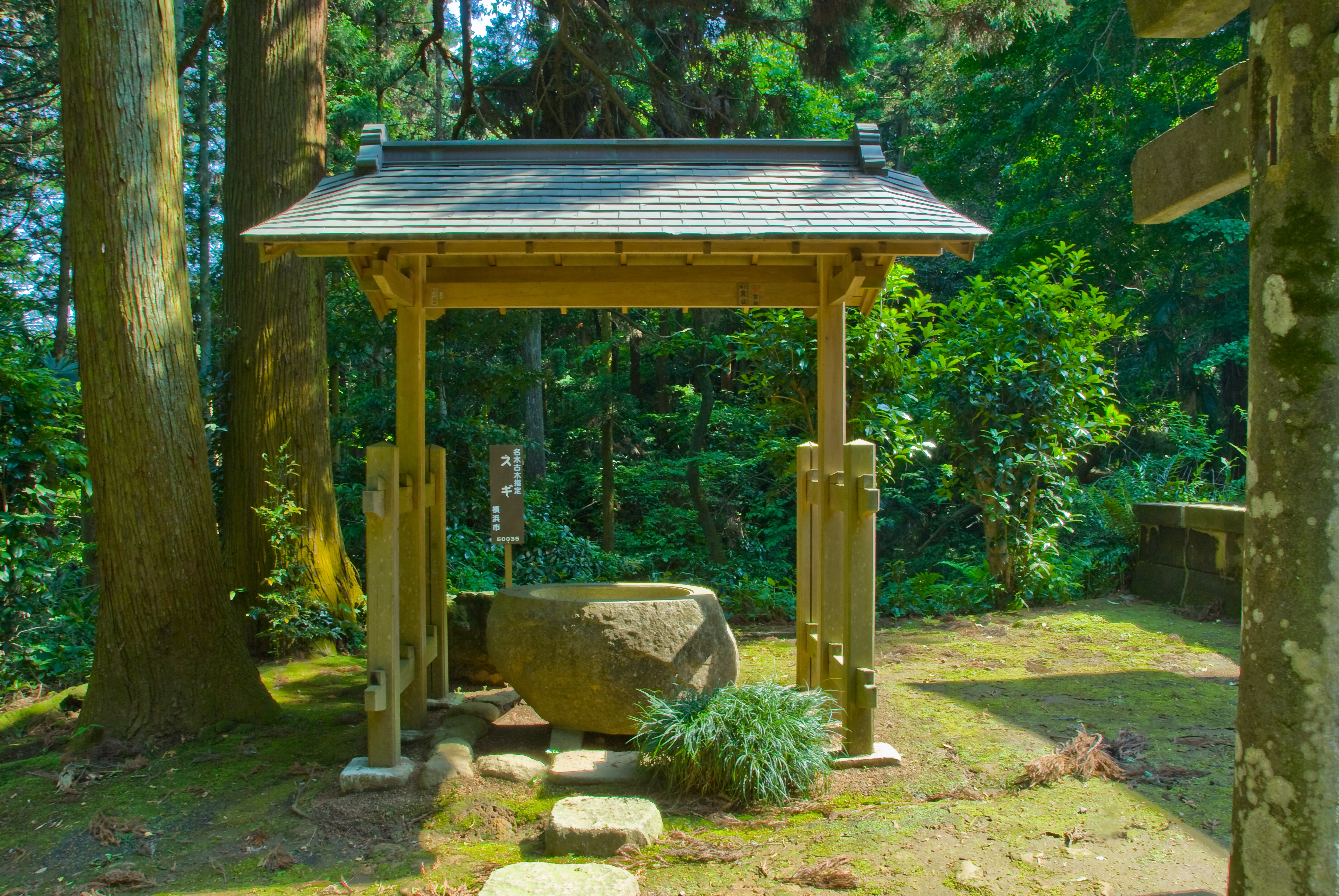
Kumano Jinja